# Poljarnje Zori
Poljarnje Zori (russisk: Полярные Зори – direkte oversat "Polardaggry") er en by i Rusland på 15.900 indbyggere (2005) beliggende ca. 224 km syd for Murmansk langs floden Niva, og mellem indsøerne Imandra og Pinozero.
Poljarnje Zori blev grundlagt i 1968 som en bebyggelse til arbejdere inden elektronikindustrien, som følge af opførelsen af Kola kernekraftværket. Byen fik status af by i 1991.
Poljarnje Zori ligger nord for polarcirklen og fra tidlig december til slutningen af februar ligger byen i polarnatsmørke og fra starten af maj til slutningen af august oplyst af midnatssol. Vintertemperaturen ligger omkring -20 °C til -30 °C, men kan komme helt ned til -45 °C, sommertemperature omkring 10 °C til 20 °C.